# Michael Münzer

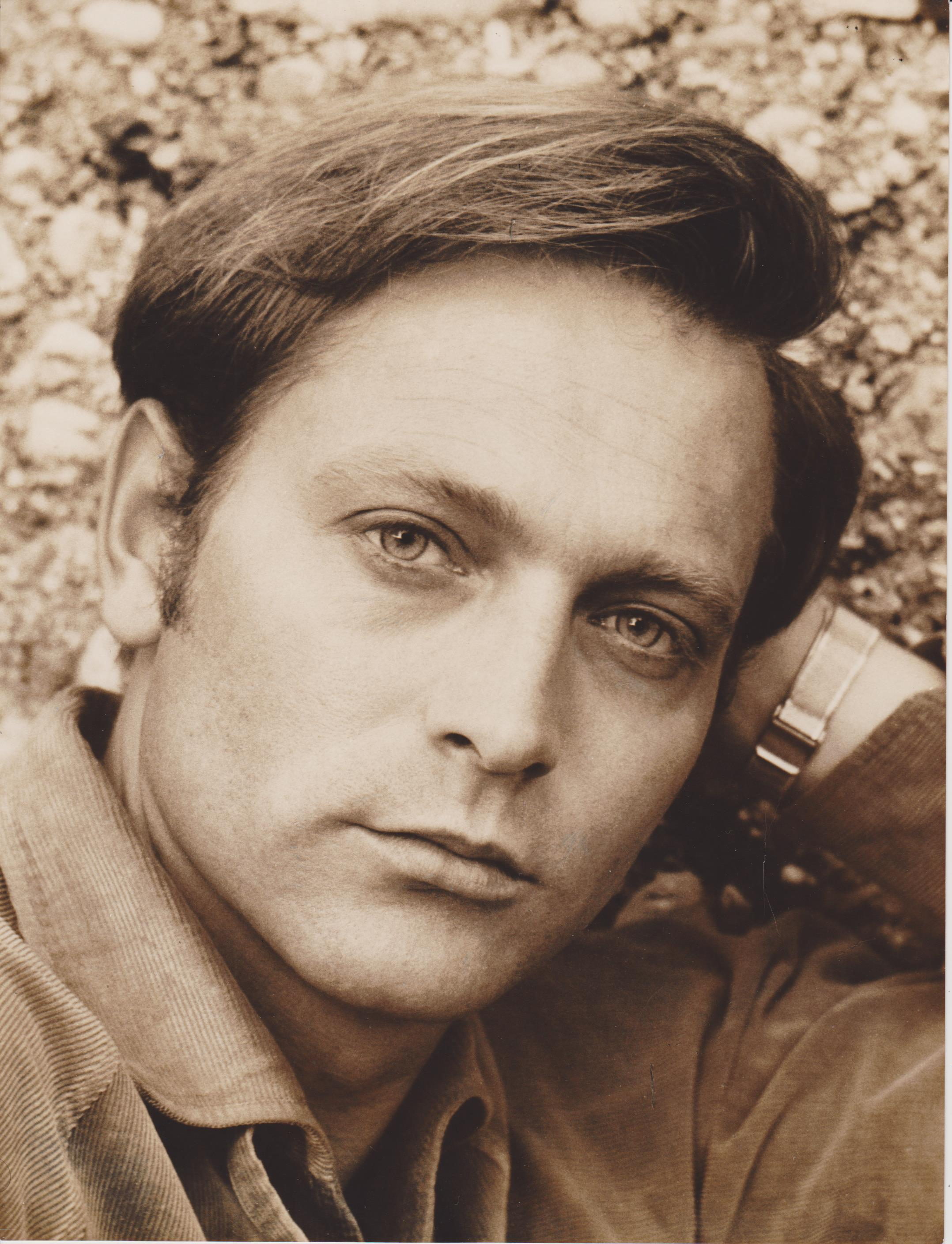
Schauspieler Michael Münzer Porträt 1969

Michael Münzer (eigentlich Fritjof Helge Artur Münzer; * 29. Mai 1936 in Karlsruhe; † 23. Juli 2012 in Roses, Katalonien) war ein deutscher Schauspieler, Autor, Regisseur, Dozent und Synchronsprecher.

## Familie
Michael Münzer wurde als Sohn des Oberstudienrats und Musikers Artur Anton Münzer (1904–1992) und dessen Frau Luzia Meta Luise, geb. Flörke (1908–1975) geboren. Aufgewachsen ist Münzer in Meßkirch (Oberschwaben) und Gengenbach (Schwarzwald). In seinem Elternhaus (Mutter Theater- und Literaturinteressierte, Vater Dirigent diverser Chöre und Kammermusiker, Bruder Holger Münzer ein bekannter Komponist und Schauspieler) wurden regelmäßige Kontakte mit namhaften Künstlern oder Autoren gepflegt, beispielsweise mit dem ebenfalls aus Meßkirch stammenden Philosophen Martin Heidegger. Es entwickelte sich bei Michael Münzer früh ein reges Interesse für deutsche und französische Literatur, Theater und Schauspielkunst. Bereits in der Schule und später auch an der Universität Heidelberg wirkte er in Theatergruppen mit.

## Bildungswege
Michael Münzer legte sein Abitur 1955 am Schiller-Gymnasium in Offenburg ab, um sich im Anschluss an der Universität Heidelberg für ein Jurastudium einzuschreiben. Bald jedoch folgte er dem Ruf des Theaters und brach das Jura-Studium zugunsten der Studienfächer Deutsche Literatur, Theaterwissenschaft und Germanistik sowie Sprechtechnik und Rezitation ab. Er besuchte anschließend die Hochschule für Musik Karlsruhe (Schauspielunterricht und dramaturgische Vorbildung) und das Pariser Konservatorium (Schauspiel- und Regieausbildung bei Marcelle Tassencourt und Yves Brainville). Seine Schauspielprüfung legte er in Paris und München ab. Im Anschluss war Münzer für drei Jahre am Théâtre Hébertot, Paris, als Schauspieler und Regieassistent tätig. Von Jacques Hébertot bekam er seinen Namen Michael, der ursprünglich sein Taufname war.
Michael Münzer war ein überdurchschnittliches Sprachtalent und beherrschte neben seiner Muttersprache in Wort und Schrift Französisch, Englisch, Japanisch, Spanisch, Italienisch und in fließender Konversation Niederländisch und Schweizerdeutsch.

## Vom Theater zu Goethe
Michael Münzer trat in den 1960er Jahren in etlichen deutschen und französischen Filmproduktionen und Fernsehserien auf. Er war hauptberuflich in Deutschland – bisweilen aber auch in Frankreich – als Theater- und Filmschauspieler sowie Regieassistent und Regisseur tätig. In zehn verschiedenen Theatern in München, Berlin, Düsseldorf, Köln, Hamburg und Zürich spielte Münzer insgesamt in etwa 50 Stücken und 3000 Vorstellungen mit. Er war gleichzeitig Sprecher beim Bayerischen Rundfunk und für das Goethe-Institut in München. Auch war er als Regieassistent namhafter Regisseure wie Jean Cocteau, Arthur Maria Rabenalt und Hans Heinz Franckh tätig. Eigene Inszenierungen hatte er in Köln, Düsseldorf und München. Seine letzte Inszenierung war Die schöne Helena am Theater Regensburg.

## Abenteuer Japan
Im Sommer 1971 ging er auf Betreiben des Goethe-Instituts auf einem Handelsschiff mit Zielhafen Yokohama sowie einer gebrochenen Schulter in Gips nach Japan. Als großes Sprachtalent lernte er Japanisch während der Überfahrt und arbeitete nach seiner Ankunft ab dem 15. September 1971 mit dem Goethe-Institut Tokio sowie dem japanischen Rundfunksender NHK für die Sendereihe Deutsch für Japaner. Michael Münzer revolutionierte das deutsche Sprachprogramm in Japan, indem er Humorvolles mit dem Lernen verband. Lernen soll Spaß machen lautete sein Credo.
Bereits 1973 leitete Münzer die Produktion von vier verschiedenen Deutschprogrammen, wofür er die Texte schrieb, inszenierte und die Sendungen sprach beziehungsweise spielte, disponierte die Herausgabe von Textbüchern und monatlich einer Schallplattensammlung mit Radiotexten.
Münzer brachte den Japanern nicht nur auf seine ganz persönliche und aufopfernde Art die deutsche Sprache näher, sondern vermittelte mit viel Sympathie ein kulturell umfangreiches und interessantes Deutschlandbild. Für die Japaner war er der Münzer-san und seinerzeit der berühmteste Deutsche in Japan. So spielte er in japanischen Spielfilmen mit, trat in Rätsel- und Wohltätigkeitssendungen auf, war sehr oft Gast in anderen Programmen, Interviews und Pressekonferenzen und wirkte bei Theater- und Operninszenierungen, Kochsendungen, Ausstellungen und bei Diskussionsabenden und Redewettbewerben mit. Das deutsche Sprachprogramm in Japan erreichte durch Münzer plötzlich ein Millionenpublikum und erweckte bei den Japanern ein großes Interesse an deutscher Musik, Kultur und Kunst.
Für seine besonders erfolgreiche pädagogische Arbeit mit dem Ziel, Deutsch als Fremdsprache in die Welt hinaus zu tragen, wurde Michael Münzer am 9. August 1976 in Tokio das Bundesverdienstkreuz am Bande durch den deutschen Botschafter verliehen (siehe Auszeichnungen).
Michael Münzer beendete seine Arbeit in Japan im September 1979, um neue Wege in Europa zu gehen.
Als Autor war Michael Münzer Mitgestalter zweisprachiger Lesebücher zum Erlernen der deutschen Sprache für Japaner.

## Übersicht der Aktivitäten in Japan
- NHK-Fernsehsendungen Guten Tag und Guten Tag, wie geht´s ?:

Von 1971 bis 1976 sechs Sendungen pro Woche
- NHK-Radiosendungen:

Von 1971 bis 1979 zwölf Sendungen pro Woche
Von 1971 bis 1979 monatlich ein Textheft mit den Radiotexten
Von 1971 bis 1979 ohne Unterbrechung monatlich ein Schallplattenband
- NHK-Verlag:

Seit Frühjahr 1979 auch Tonbänder bzw. Kassetten mit den gleichen Texten.
- Unterricht an der Zweigstelle des Goethe-Instituts (Sprachabteilung):

1. Inszenierungen mit Theatergruppen des Goethe-Instituts und von Partnerorganisationen:
1971–1975 Theaterworkshop mit einer Inszenierung pro Jahr: Hauptmann von Köpenick, Curt Goetz, Jedermann und weitere
1974 eine Happening-Gruppe einen Abend pro Woche, z. B. gegen Umweltverschmutzung, gegen Luftverpestung, gegen Müllablagerungen usw.
2. Für die Partnerorganisation Euro-Japanische Gesellschaft – Deutsches Seminar:
Seit 1976 eine Theatergruppe (nur Japaner in deutscher Sprache) 1976 Goethes Faust (1. Teil) in Osaka und Tokio
1977 Schillers Kabale und Liebe in Osaka und Tokio
1978 Curt Goetz Einakter und Gefährliches Wochenende, Kriminalstück von Münzer in Osaka und Tokio
1979 Lessings Minna von Barnhelm in Kobe-Osaka und Tokio
3. 1973 und 1974 Theaterworkshops und Inszenierungen mit professionellen Schauspielern in Sapporo (Hokkaido):
Unsere kleine Stadt (Wilder)
Publikumsbeschimpfung (Handtke)
Minna von Barnhelm (zwei Vorstellungen)
4. In Zusammenarbeit mit der Musashino-Universität für Musik und Schöne Künste:
1975 in japanischer Sprache Figaros Hochzeit
(Mozart)-Dirigent: Sossi
5. In Zusammenarbeit mit Opera-Nikikai:
1979 in deutscher Sprache Zauberflöte: Dirigent: Sawallisch, Dialogregie, Gast: Peter Schreier
6. In Zusammenarbeit mit dem japanischen Staatstheater Kokoritsu-Gekijo:
Im Nationaltheater (in deutscher Sprache) das moderne Noh-Stück: Aoi no ue von Mishima, aus Anlass des Internationalen Theaterfestivals Erster Preis für Regie
7. In Zusammenarbeit mit der Sophia-Universität:
1975 Don Juan
8. In Zusammenarbeit mit japanischen Universitäten:
Seit 1971 etwa 70 Freizeiten und Redewettbewerbe

- NHK-Spielfilmabteilung und andere Fernsehstationen:

Mitwirkung als Schauspieler (in japanischer Sprache) in zahlreichen Fernsehfilmen
als Graf Coudenhove-Callergi (Kokyo non ai denki)
als Dr.Siebold, als Dr.Kämpfer, als H. von Siemens (Siemens-jiken) usw.
- Staatliche Universität für Musik und Schöne Künste (Geijutsu-Daigaku):

Von 1976 bis 1979 Dozentur für Phonetik, Deutsches Lied und Rezitation

## Herausforderung Spanien
Michael Münzer arbeitete ab dem September 1979 bis zu seinem Ruhestand 2001 als Referent für Pädagogische Verbindungsarbeit für das Goethe-Institut Barcelona mit Wirkungskreis Nord- und Ostspanien. Hier umfasste sein Arbeitsbereich besonders Institutionen wie Gymnasien und Berufsschulen, an welche er Deutsch als Fremdsprache vermittelte und deren Anzahl während seiner 22-jährigen Tätigkeit von 50 auf 500 stieg. Legendär und in ganz Spanien berühmt war seine Tournee Aleman Magico, auf welcher er mit einem Zauberer die Bühnen Spaniens besuchte und die Menschen für die deutsche Sprache begeisterte. 1999 wurde man in Russland auf diese berühmte Tournee aufmerksam und lud Münzer in das Land ein. So gastierte er wochenlang auch in verschiedenen Städten und Theatern Russlands mit seinem Team und der Aleman Magico-Show.
Münzer bemühte sich um Schul- und Städtepartnerschaften zwischen Katalonien und Deutschland, initiierte Wettbewerbe, Kulturprogramme und 25 Jahre lang Sommerkurse für deutsche Sprache an der Universität Freiburg.
In Dankbarkeit für seine besonderen Erfolge bei der Vermittelung der deutschen Sprache und seine Tätigkeit für das Goethe-Institut in Barcelona wurde er 1999 mit dem Klaus-von-Bismark-Preis ausgezeichnet (siehe Auszeichnungen).

## Besondere Weggefährten
Über viele Jahre pflegte Michael Münzer freundschaftliche Kontakte zu verschiedensten Künstlern, wie Jaques Hébertot, Jean Cocteau, Christian Dorn, Henry Miller, Kristina Söderbaum, Olga Tschechowa und vielen mehr. Ein ganz besonderes Verhältnis verband ihn zeitlebens mit Hildegard Knef.

## Auszeichnungen
Für seine ganz besonderen Verdienste, die er sich bei der Vermittelung der deutschen Sprache, aber auch deutscher Kunst und Kultur in Japan erworben hatte, erhielt Münzer am 9. August 1976 das Bundesverdienstkreuz am Bande.
Im Jahre 1999 wurde Michael Münzer für seine überaus erfolgreiche Tätigkeit für das Goethe-Institut Barcelona durch das Goethe-Institut München mit dem Klaus-von-Bismarck-Preis ausgezeichnet.

## Filmografie (Auswahl)
- 1960: Gauner in Uniform
- 1961: Das Mädchen mit den schmalen Hüften
- 1961: Towarisch
- 1962: Der Impresario von Smyrna
- 1962: Das Auge des Bösen
- 1964: Angélique (Angélique, Marquise des Anges)
- 1965: Angélique, 2. Teil (Merveilleuse Angélique)
- 1965: Der Tag danach
- 1966: Die Tänzerin Fanny Elßler (Fernsehfilm)
- 1966: Das Geheimnis der weißen Masken (Les Compagnons de Jéhu, Fernsehserie, 13 Folgen)
- 1967: Kommissar Brahm (Fernsehserie, 1 Folge)
- 1967: Carmen-Baby (Carmen, Baby)
- 1968: Carrera – Das Geheimnis der blonden Katze (El magnifico Tony Carrera)
- 1968: Das Ferienschiff (Fernsehserie, 8 Folgen)

## Bühnenrollen (Auswahl)
- 1958: Procès à Jésu (Drama von Diego Fabbri, bearbeitet von Thierry Maunier, Regie Marcelle Tassencourt, Rolle des Blinden, Théâtre Hébertot, Paris)[4]
- 1959: Die Türen knallen (Komödie von Michael Fermaud, Rolle des Georges, Theater unter den Arkaden München)
- 1961: Mariä Verkündigung (Drama von Paul Claudel, Rolle des Gehilfen, Theater in der Brienner Straße München)
- 1961: Die heilige Johanna (Drama von G. B. Shaw, Rolle des Bertrand von Poulengey, Neues Theater München)
- 1962: Irma la Douce (Musical von M. Monnot und A. Breffort, Rolle des Jojo, Die Kleine Freiheit München)
- 1963: Der Weg ins Licht (Drama von W. Gibson, Rolle des James, Schauspielhaus Hansa Berlin)
- 1963: Heiraten ist immer ein Risiko (Kriminalstück von Saul O’Hara, Neues Theater München)
- 1964: Der Kaufmann von Venedig (Drama von W. Shakespeare, Rolle des Salarino, Neues Theater München)
- 1965: Ehe in Paris (Musical von Serge Weber, Rolle des Fernand Dubreux, Theater in der Brienner Straße München)

## Regie und Regieassistenz (Auswahl)
- 1963: Stiftungsfest der fleißigen Bienen (TV-Musikfilm, Regieassistent von A. M. Rabenalt)
- 1964: Phi-Phi (Operette von A. M. Rabenalt, Deutsches Theater München, Regieassistent von A. M. Rabenalt)
- 1964: Doddy und die Musketiere (TV-Musikfilm, Regieassistent von A. M. Rabenalt)
- 1965: Literatur (Spielfilm nach A. Schnitzler, Regieassistent von A. M. Rabenalt)
- 1970: Die schöne Helena (Operette von J. Offenbach in einer Neufassung von Peter Hacks, Stadttheater Regensburg, Regie)

## Werke (Auswahl)
- Michael Münzer: Ein Wochenende am Rhein: Deutsches Lesebuch für Anfänger, 1976
- Kozo Hirao und Michael Münzer: Einführung in Neues Deutsch, 1976
- Touzou Hayakawa und Michael Münzer: Der Fall Dräger: Deutsches Lesebuch für Anfänger, 1996, ISBN 978-4808610883